# Placówka Straży Celnej „Babilon”

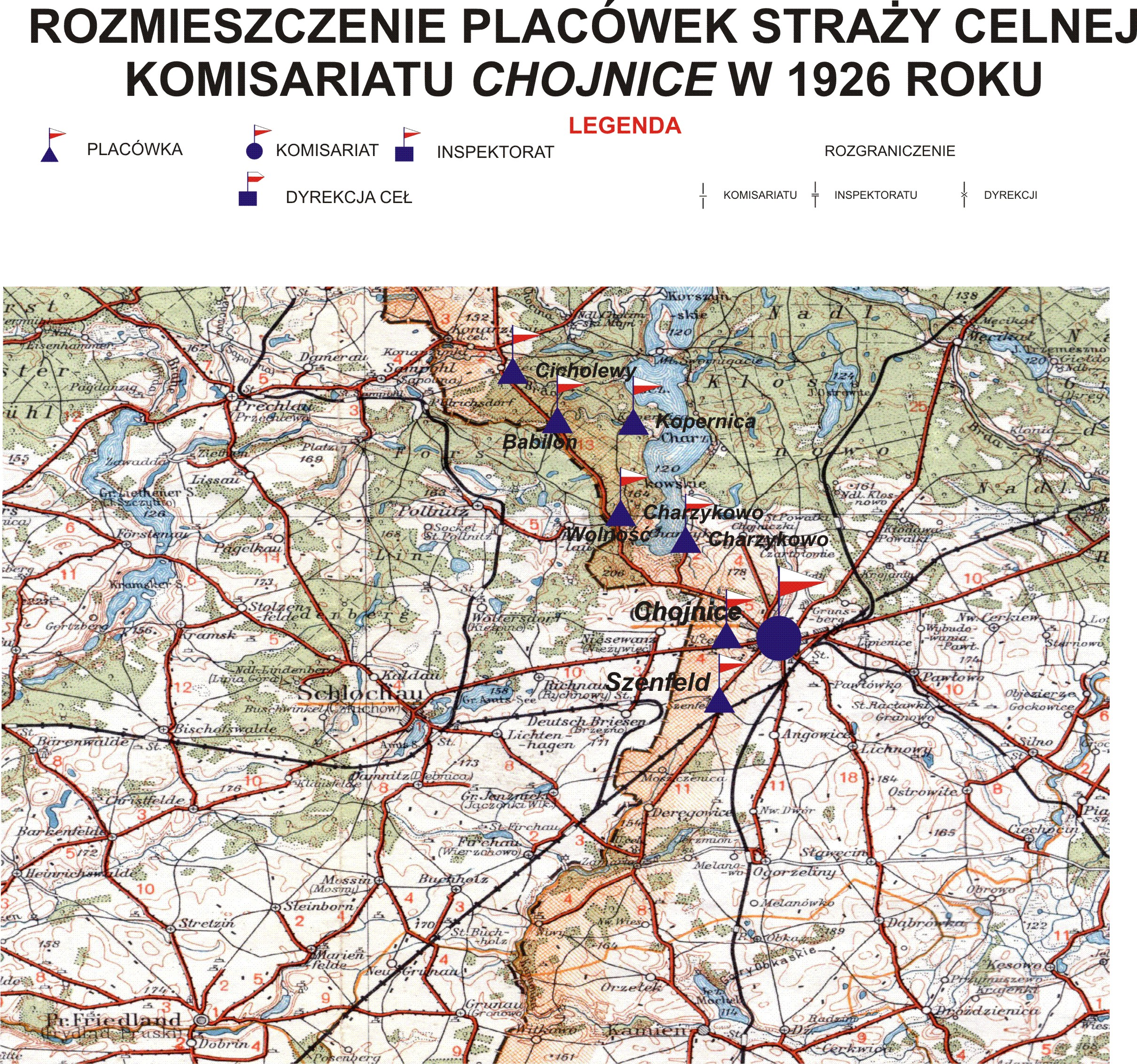
Rozmieszczenie placówek Straży Celnej Komisariatu Chojnice

Placówka Straży Celnej „Babilon” – jednostka organizacyjna Straży Celnej pełniąca w okresie międzywojennym służbę ochronną na granicy polsko-niemieckiej.

## Geneza
Po zakończeniu wojny polsko-bolszewickiej rozwiązano formację Strzelców Granicznych. Ich rolę na granicy zachodniej i południowej przejęły Bataliony Wartownicze. Z dniem 1 kwietnia 1921 Bataliony Wartownicze przeorganizowano na Bataliony Celne. W 1921 roku w Konarzynach i Charzykowie stacjonował sztab 2 kompanii 20 batalionu celnego. Kompania wystawiała między innymi placówkę w Babilonie.

## Formowanie i zmiany organizacyjne
Na wniosek Ministerstwa Skarbu, uchwałą z 10 marca 1920 roku, powołano do życia Straż Celną. Jednostki Straży Celnej rozpoczęły przejmowanie odcinków granicy od pododdziałów Batalionów Celnych. Proces tworzenia Straży Celnej trwał do końca 1922 roku. Placówka Straży Celnej „Babilon” weszła w podporządkowanie komisariatu Straży Celnej „Chojnice” z Inspektoratu SC „Chojnice”.
W drugiej połowie 1927 roku przystąpiono do gruntownej reorganizacji Straży Celnej. W praktyce skutkowało to rozwiązaniem tej formacji granicznej. Ochronę północnej, zachodniej i południowej granicy państwa przejęła powołana z dniem 2 kwietnia 1928 roku Straż Graniczna.
Rozkazem nr 2 z 19 kwietnia 1928 roku w sprawie organizacji Pomorskiego Inspektoratu Okręgowego dowódca Straży Granicznej gen. bryg. Stefan Pasławski określił strukturę organizacyjną komisariatu SG „Zielona Chocina”. Placówka Straży Granicznej I linii „Babilon” znalazła się w jego strukturze.

## Funkcjonariusze placówki
Kierownicy placówki
| stopień          | imię i nazwisko, numer   | okres pełnienia służby | kolejne stanowisko |
| ---------------- | ------------------------ | ---------------------- | ------------------ |
| starszy strażnik | Wincenty Pniewski (1959) | był w 1926             |                    |

Obsada personalna placówki w 1926:
- starszy strażnik Wincenty Pniewski (1959)
- starszy strażnik Kazimierz Jarosz (508)
- strażnik Kazimierz Starczewski (2105)
- strażnik August Wielewicki (3361)
- strażnik Władysław Sierant (3217)
- strażnik Piotr Maik (3195)
- strażnik Maksymilian Kubernat (120)